# Tuxedo

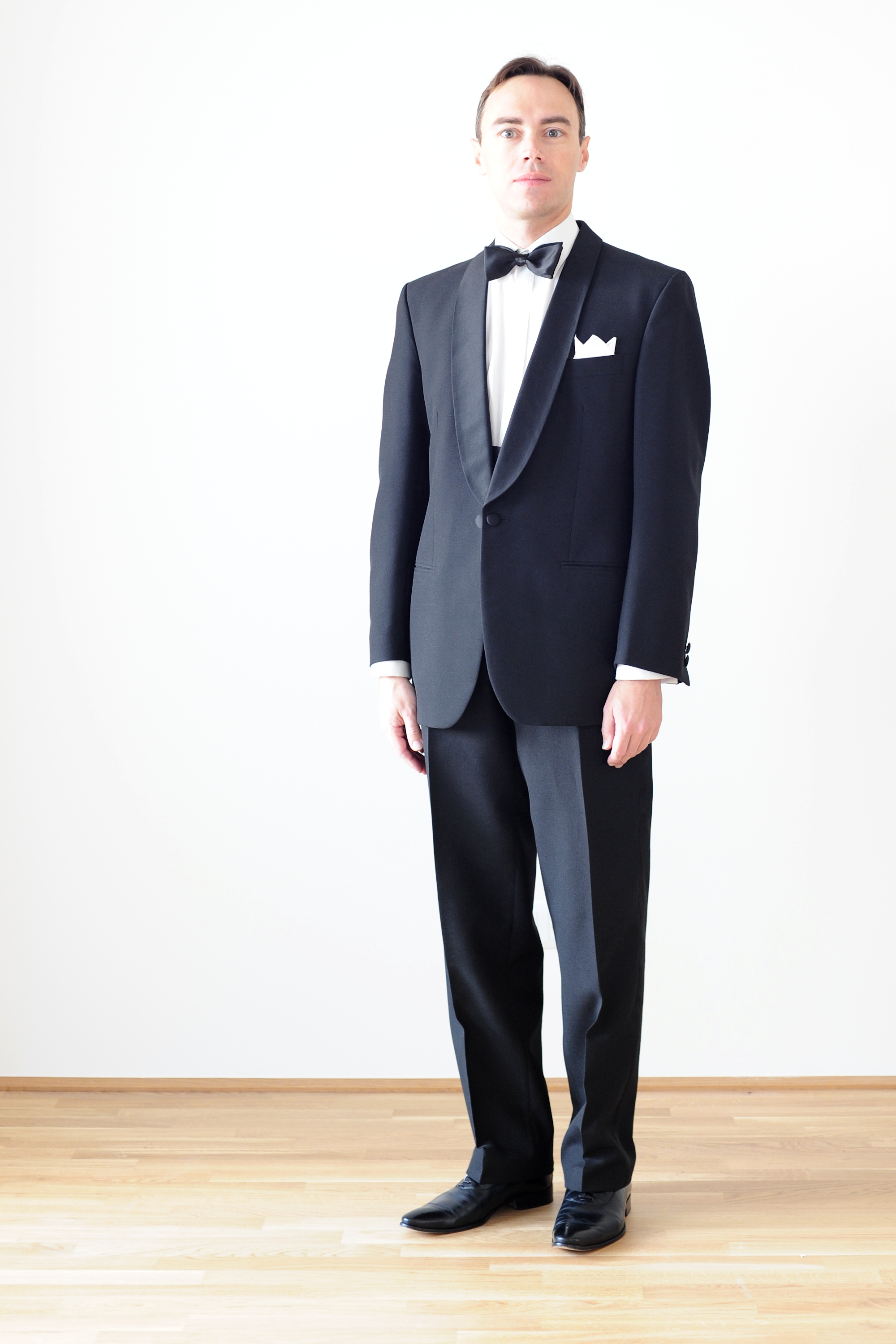
Minh họa người đàn ông mặc Tuxedo

Tuxedo (phiên âm: /tʌkˈsiː.dəʊ/) là trang phục bán chính thức cho nam giới hoàn toàn với tông màu đen truyền thống và được khuyến nghị sử dụng thắt nơ màu đen tại các buổi lễ. Quy tắc trang phục được mặc tại các sự kiện xã hội thường là vào buổi chiều tối (tính từ sau 6 giờ tối) theo công ước của Anh và Mỹ trong thế kỷ 19.
Tuxedo được xem là biểu tượng của quyền lực, đồng tiền và tầm quan trọng của trang phục. Ngày nay, Tuxedo được chính thức hoá xuất hiện trong các Lễ cưới, nhiều hơn ở Hoa Kỳ. Tuy nhiên, điều này trái với phép xã giao và các chuyên gia nghi thức không khuyến khích việc thắt nơ đen trong buỗi lễ.

## Từ nguyên

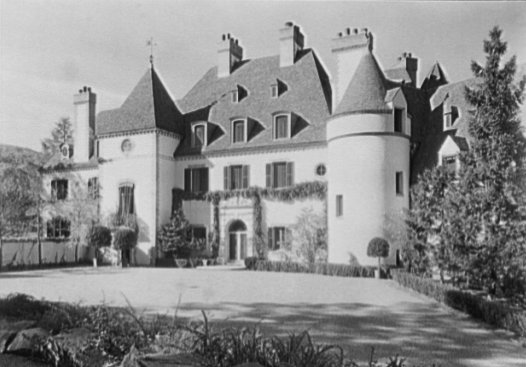
Biệt thự của gia đình Lorillard ở Tuxedo Park, New York.

Thuật ngữ "Tuxedo" được đặt theo tên của Tuxedo Park, một vùng đất tại Hudson dành cho giới thượng lưu xã hội ở Quận Orange, New York thường xuyên lui tới, đây là nơi trang phục Tuxedo xuất hiện cho công chúng trong lần đầu tiên.
Thuật ngữ này được viết hoa cho đến những năm 1930 và theo truyền thống chỉ đề cập đến chiếc áo khoác màu trắng. Khi chiếc áo khoác sau đó được kết hợp với quần và phụ kiện của riêng chúng vào những năm 1900, thuật ngữ này bắt đầu được liên kết thành một bộ đồ Tuxedo hoàn chỉnh. Trong ngôn ngữ Tiếng Anh Mỹ, thuật ngữ "Tuxedo" thỉnh thoảng được rút ngắn thành "tux".
Cái tên Tuxedo vẫn còn gây tranh cãi do lấy ý tưởng từ áo khoác hút thuốc (Ximôckinh) mặc dù nguồn gốc cả hai trang phục hoàn toàn khác nhau. Trong ngôn ngữ tiếng Pháp, tiếng Ý, tiếng Bồ Đào Nha, Đức, Ba Lan, Nga và các ngôn ngữ châu Âu khác gọi là "smoking". Trong tiếng Tây Ban Nha gọi là "esmoquin", tiếng Việt ít dùng hơn là "Xì-mốc-kinh". Quan niệm truyền khẩu về tính hợp pháp của thuật ngữ có thể xuất phát từ thực tế rằng từ nguyên "Tuxedo" được chấp nhận phần lớn bởi người dân Mỹ, trong khi biệt danh "DJ" (viết tắt của từ "Dinner Jacket") được sử dụng tại quốc gia nói tiếng Anh-Anh như nước Anh.
Đôi khi, Tuxedo cũng được gọi thông tục là "bộ đồ khỉ" (monkey suit), và từ năm 1918, bộ đồ được gọi tên là "súp cá" (soup and fish), bắt nguồn từ loại thực phẩm cho là được phục vụ trong bữa tối tại sự kiện Dạ tiệc Đen.

## Lịch sử trang phục

### Từ thời đại Victoria đến thời Edward

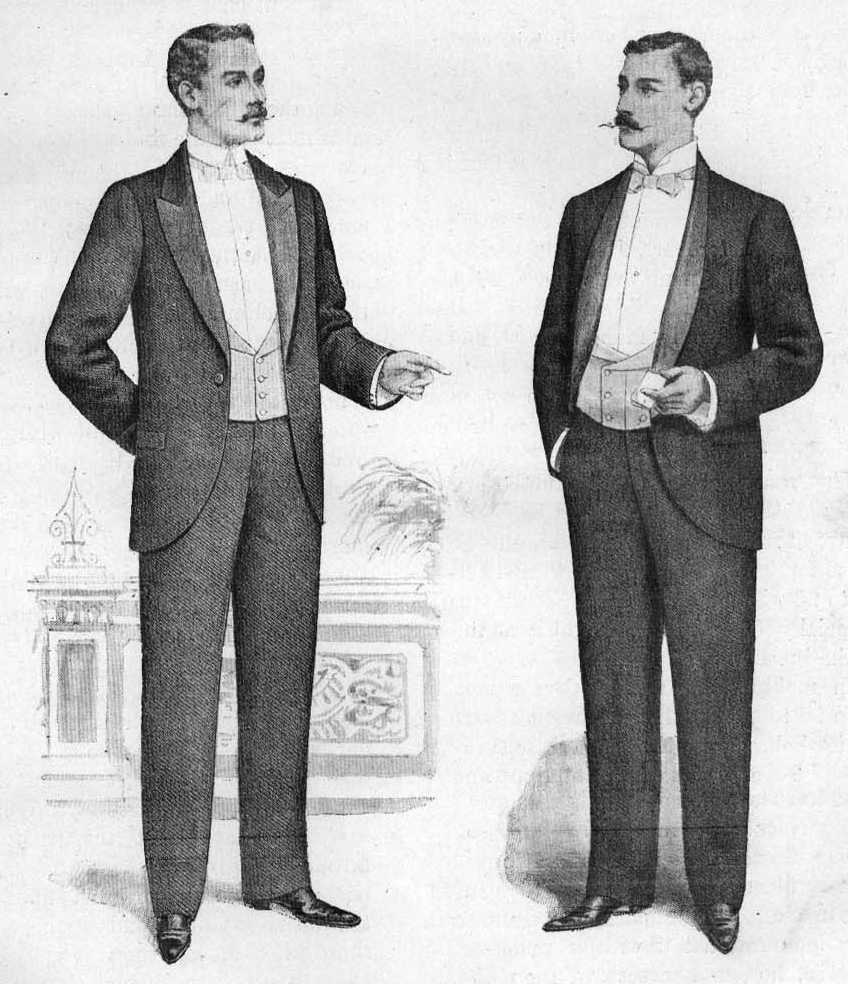
Bức hình mô tả Ve áo cổ nhọn lụa satin (trái) và Ve áo cổ sam lụa satin (phải) trong bộ Tuxedo thay thế cho chiếc áo đuôi tôm (tailcoat)

Trước đó, vào Thời đại Victoria thì quy tắc trang phục dạ hội chính thức bắt buộc cho nam giới thường là Nơ trắng, áo ghi lê trắng và vest dài đuôi tôm, hay còn gọi là Dạ tiệc Trắng (White Tie).
Vào khoảng năm 1865, bộ Tuxedo đầu tiên được giới thiệu đến cho Edward, hiện là Thân vương xứ Wales trước khi ông lên làm vua Edward thứ VII. Thân vương Edward đã chỉ định cho nhà may Henry Poole & Co tại Savile Row tạo ra, bởi vì ông muốn trông sắc sảo cho những bữa [dạ tiệc đen (black tie)] vào các buổi sự kiện không chính thức. Chiếc áo khoác đầu tiên thiết kế không có phần đuôi tôm được ý tưởng từ áo khoác hút thuốc (smoking jacket), với ve áo lụa cổ trơn màu xanh đã được vua Edward mặc vào buổi tối tại điền trang Sandringham ở Norfolk.

### Từ 1852-1886: James Potter mang bộ Tuxedo đến Mỹ
Tuxedo có nguồn gốc ở Hoa Kỳ khoảng những năm 1888. Tuxedo được đặt tên theo tên của Tuxedo Park, một vùng đất ở thung lũng Hudson thuộc ngoại ô bang New York; khi đó, vùng đất này được gia chủ của nhà Lorillard mua đất vào những năm 1800 và đến năm 1852.  Gia đình của Pierre Lorillard là ông trùm thuốc lá giàu có, người sở hữu tài sản của một câu lạc bộ và dân cư của những lâu đài quanh khu vực công viên Tuxedo.
Năm 1885, James Brown Potter, một thành viên triệu phú của câu lạc bộ tại Tuxedo Park và là bạn của Lorillards, đã được Thân vương xứ Wales giới thiệu ý tưởng về chiếc áo ít trang trọng hơn trong chuyến đi tới Anh.
Vào tháng 10 năm 1886, buổi dạ tiệc mùa thu (Autumn Ball) đầu tiên được tổ chức tại câu lạc bộ Tuxedo Park, đây được xem là sự đánh dấu xuất hiện chính thức đầu tiên của chiếc áo khoác phòng chờ. James Potter đã mặc trang phục này đến buổi dạ tiệc để thể hiện sự thích ứng, trong khi tất cả những thành viên khác đều mặc trang phục Dạ tiệc Trắng truyền thống. Và do đó, tên gọi này đã ra đời cho trang phục là Tuxedo.

### Thế kỷ 20

#### Thời đại nhạc jazz

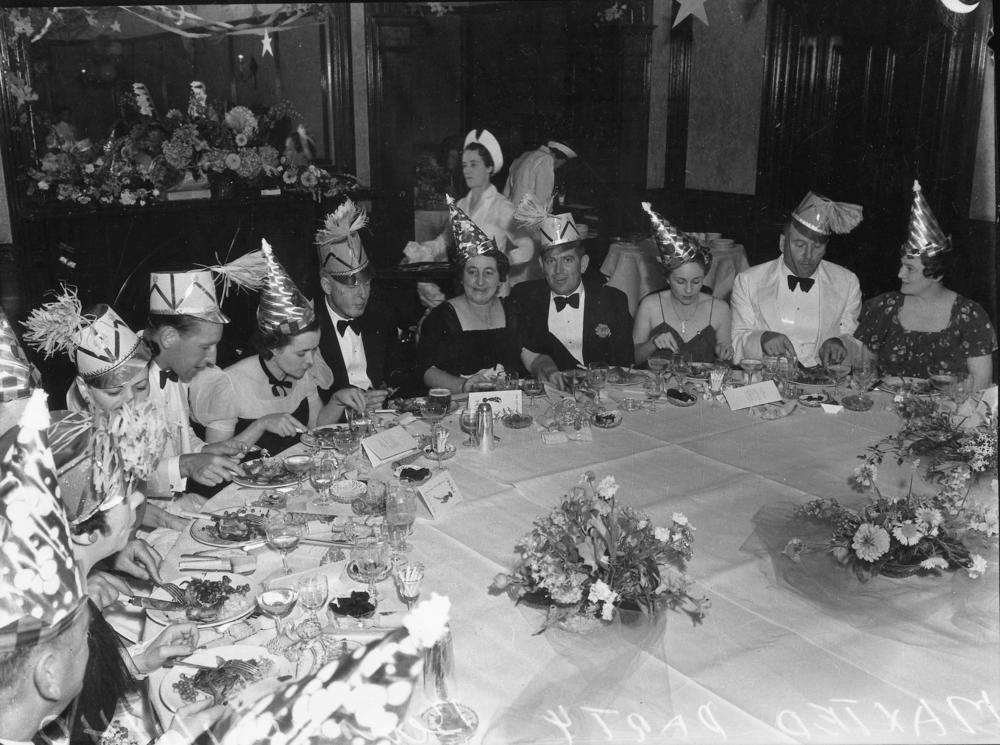
Một buổi dạ tiệc nơ đen với trang phục Tuxedo và váy dạ hội, 1940

Khi trật tự thế giới mới xuất hiện từ Thế chiến I một loạt người trẻ tuổi được chú ý bởi sự đổi mới và năng lượng của nhạc jazz nổi tiếng cuồng nhiệt của nước Mỹ. Hình thức cứng nhắc của giải trí và trang phục buổi tối của thời đại Edward trở thành thương vong của chiến tranh ở cả hai bờ Đại Tây Dương; do đó, bộ Tuxedo chỉ được sử dụng như chức năng cho buổi lễ cực kỳ trang trọng. Ở vị trí của nó, áo khoác đen trước đây được coi là quá thô tục đối với sự nhạy cảm của phụ nữ đã được phát huy vai trò của trang phục buổi tối tiêu chuẩn. Trong thời kỳ này, áo khoác khuy ngực đúp, áo sơ mi cổ bẻ và khăn choàng cổ trở nên phổ biến cho buổi tối cà vạt đen, vì áo khoác màu trắng ngà được sử dụng trong thời tiết nắng nóng.
Sau Chiến tranh thế giới thứ nhất, áo khoác dạ trở thành trang phục bán chính thức vào buổi tối, trong khi áo đuôi tôm buổi tối được giới hạn trong những dịp trang trọng hoặc nghi lễ. Kể từ đó, phụ kiện nơ đen thường được coi là bán trang trọng.
Vào giữa những năm 1930, sự lựa chọn về màu xanh lục bảo (hay còn gọi là "màu xanh nửa đêm" - midnight blue) ngày càng trở nên phổ biến và sánh ngang với màu đen. Ve áo đỉnh nhọn được nhập khẩu trực tiếp từ những bộ com lê công sở dần phổ biến sang Tuxedo trong những năm 1920.

#### Sau những năm 1945
Trong những thập kỷ sau Chiến tranh thế giới thứ hai, cà vạt đen đã trở thành trang phục đặc biệt cho những dịp đặc biệt hơn là trang phục buổi tối tiêu chuẩn. Vào những năm 1950, một nhóm người đã sử dụng với những chiếc áo vest màu có hoa văn, những chiếc nơ và cummerbund. Những năm 1960 và 1970 đã chứng kiến bảng màu sắc trang phục chuyển từ tông sang ban ngày tươi sáng và màu phấn, cũng như những chiếc áo sơ mi có bèo nhún khi ve áo rộng hơn và đường lai ống được hồi sinh. Những năm 1980 và 1990 chứng kiến sự quay trở lại của các phong cách truyền thống, với áo khoác và quần tây màu đen một lần nữa trở nên gần như phổ biến.

## Các yếu tố cơ bản của bộ lễ phục

### Áo khoác

Ve áo cổ nhọn

Ve áo cổ sam (cổ choàng)

Sự khác biệt rõ ràng đầu tiên so với bộ com lê thông thường là màu sắc: áo khoác Tuxedo có màu đen, xanh đậm, trắng ngà hoặc màu chàm tối. Tuxedo xuất hiện vào năm 1889 tại Anh. Trong năm 1960, trang phục trở thành văn hóa của xã hội ở Bắc Mỹ với áo khoác màu trắng ngà và màu đen.
Ngoài ra, Tuxedo có ve áo đỉnh nhọn hoặc ve áo cổ sam là một lựa chọn đồng nhất trên bộ lễ phục. Tuxedo ngày nay với các loại ve áo ngày càng phổ biến, mặc dù kiểu ve áo này không đủ trang trọng. Theo truyền thống, lễ phục được may từ chất liệu sa-tanh trên ve áo, cúc áo, túi trim, và sa-tanh bên sọc xuống chân của quần.
Trái ngược với bộ com lê bình thường, các túi bên hông của Tuxedo không có nắp. Thay vào đó, chúng được gia cố bằng đường lai túi bằng lụa kép. Có hai biến thể áo với số nút được công nhận: kiểu áo hàng khuy ngực đơn với một nút là biến thể cổ điển, và kiểu hàng khuy ngực đôi với sáu nút. Các nút phải luôn được bao phủ bằng lụa.
Mô hình chiếc áo khoác Tuxedo là phức tạp hơn nhiều so với Veston, vì vậy chiếc áo khoác cổ điển không có đường xẻ tà. 

Phần chi tiết
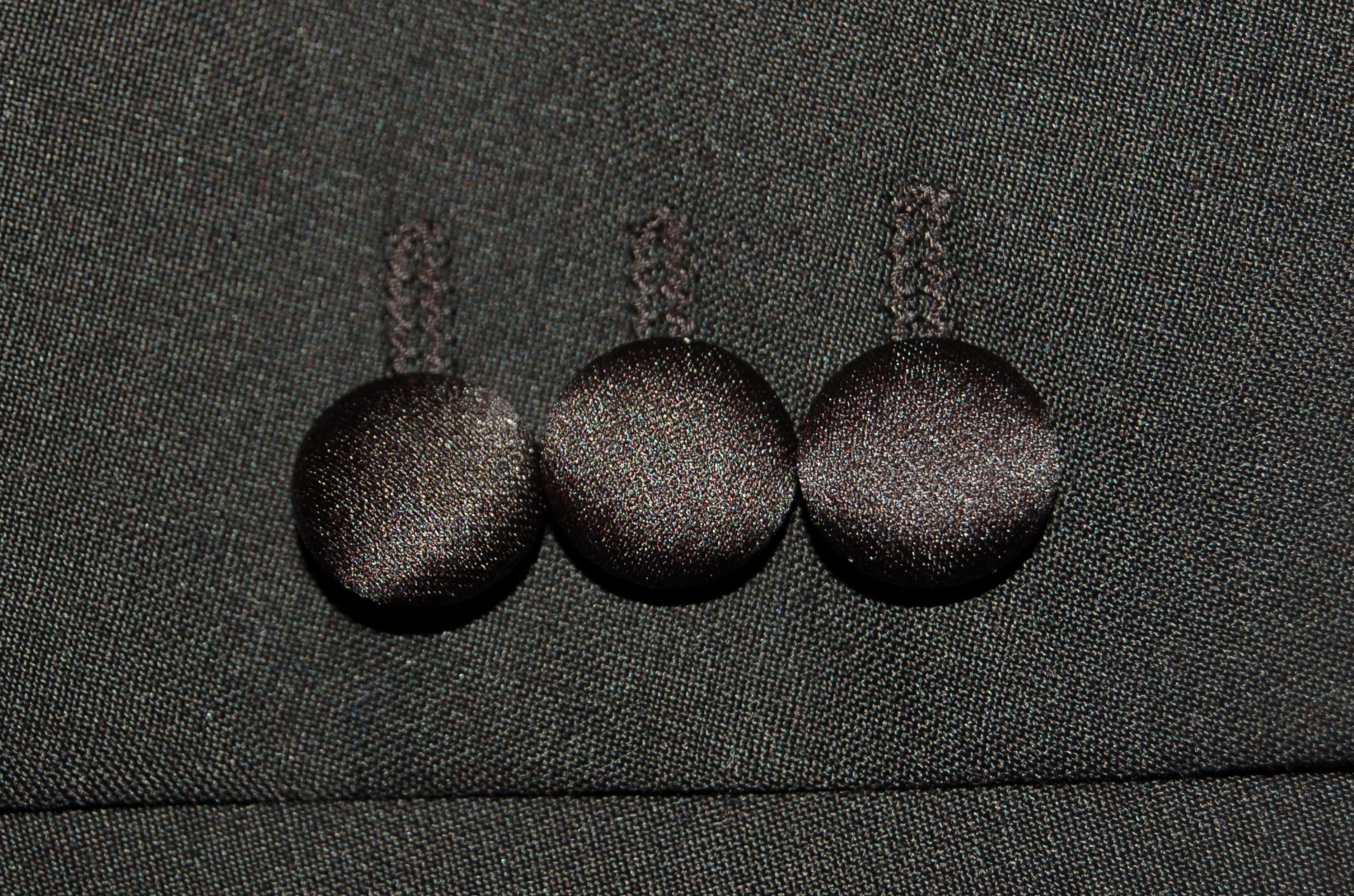
Hình minh họa cúc (nút) tay áo
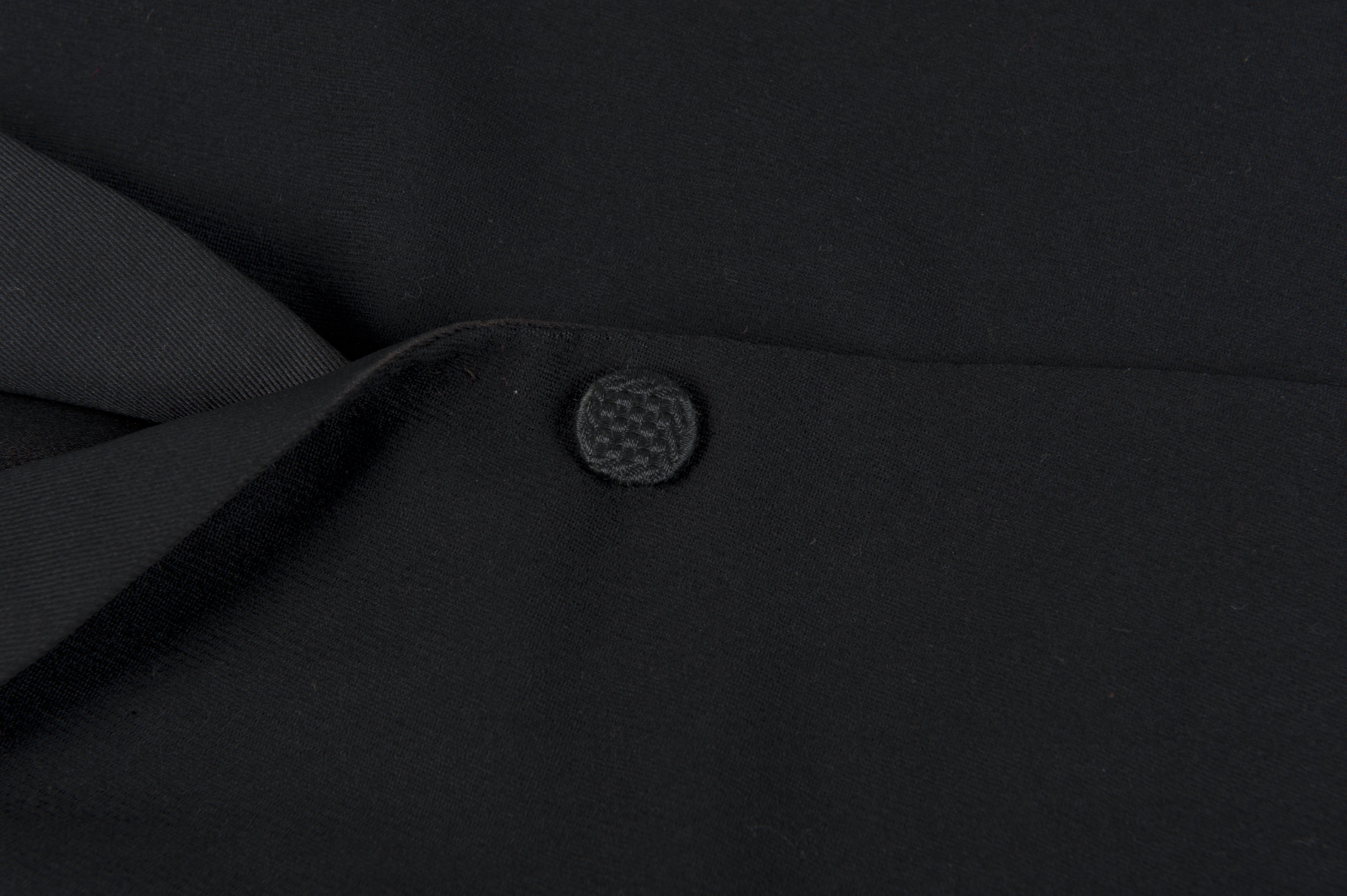
Hình minh họa cúc áo Tuxedo bằng vải
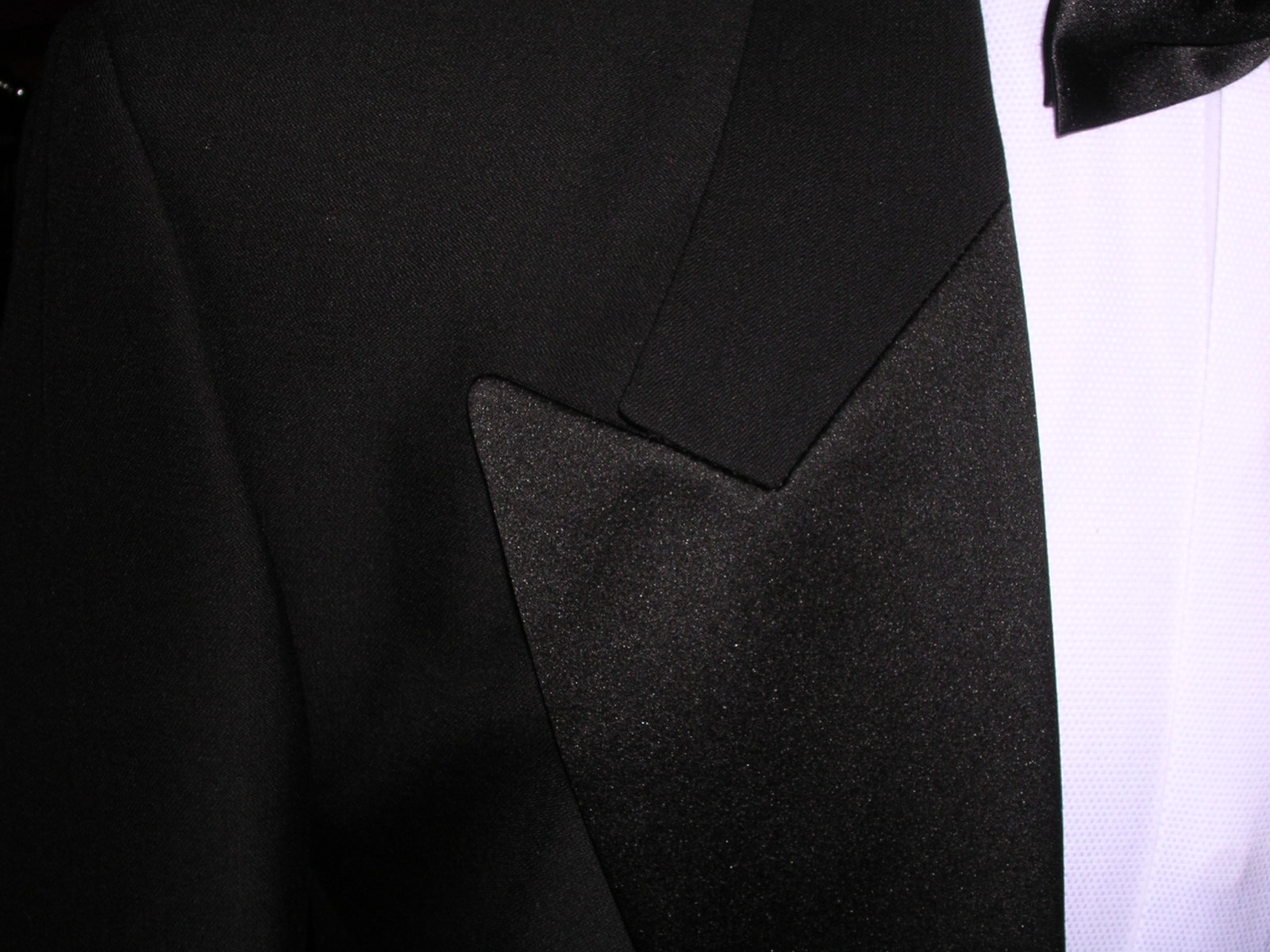
Ve áo đỉnh nhọn

- Sợi vải: Len đen là chuẩn mực hoặc xanh tối đậm cũng được chấp nhận.
- Kiểu áo: Khuy ngực đơn hoặc hai hàng khuy.
- Ve áo: Ve chữ V nhọn hoặc ve áo cổ sam (satin)
- Không có đường xẻ tà (lỗ thông hơi) là chính thức nhất
- Túi áo không có nắp.

### Áo sơ mi

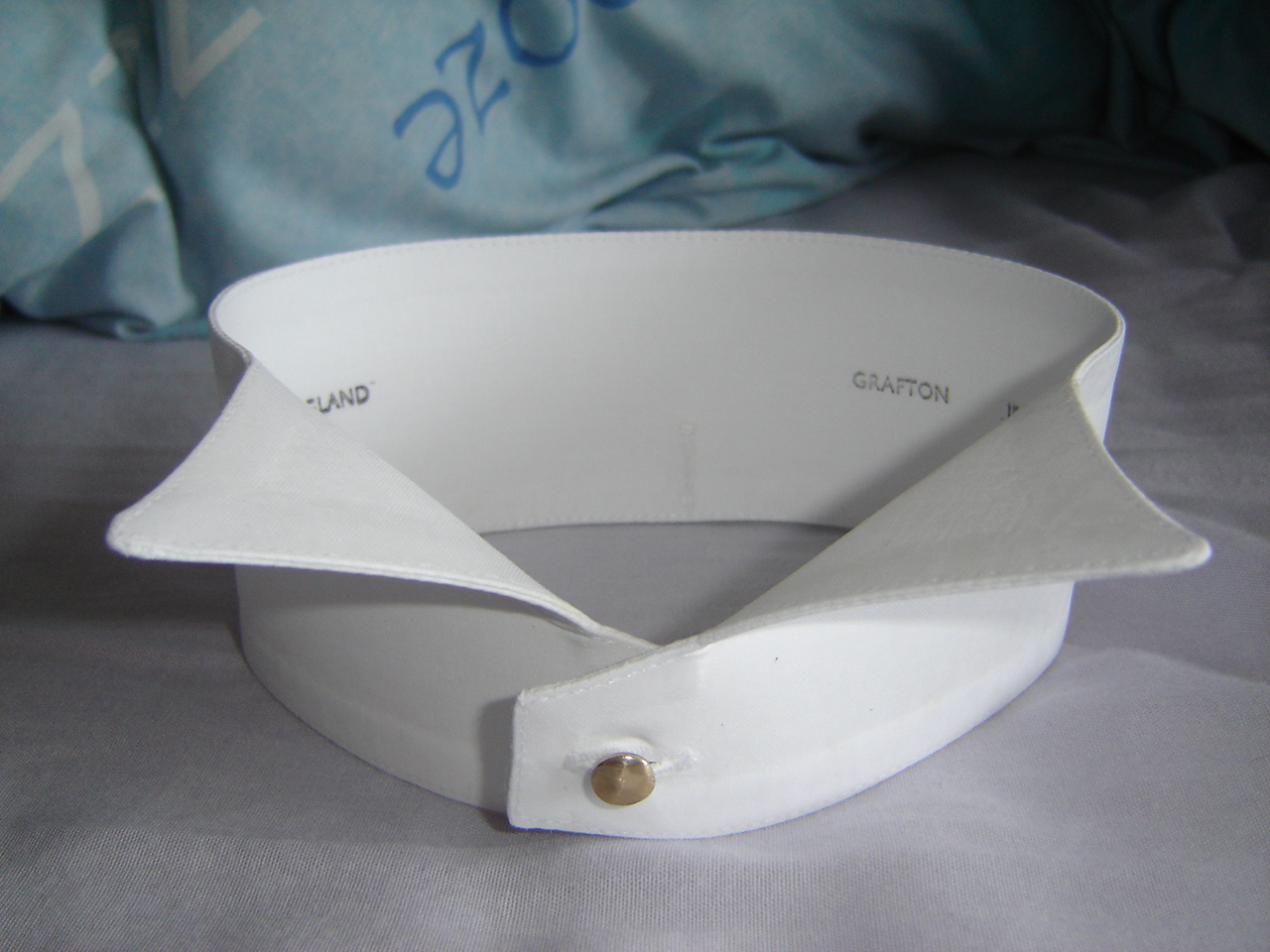
Áo sơ mi với cổ cánh nhỏ tháo rời.

Loại sơ mi được sử dụng có màu trắng và có phần cổ tay gấp lại. Áo sơ mi là loại có thể cài cúc hoặc phần cúc áo cài bên ngoài. Cúc áo có thể được làm bằng đồng, vàng trắng hoặc các chất liệu tương tự và được phối hợp với khuy măng sét.
Vào những năm 1960, các nhà sản xuất Mỹ đã tạo ra phiên bản cổ áo đính kèm lên áo sơ mi cổ cánh. Lúc đầu, nó vẫn duy trì các đặc điểm của mặt trước áo cứng nhắc ban đầu nhưng đến cuối những năm 1970, nó có mặt trước xếp nếp mềm mại với cổ cánh nhỏ. Phần áo sơ mi với ngực áo là một lớp vải kép hình chữ nhật hoặc hình chữ nhật theo chiều dọc, chỉ dành cho các loại áo sơ mi trang trọng. Ngực áo được trang trí theo phong cách truyền thống với các nếp gấp.
Các đặc điểm dễ nhận thấy của một chiếc áo sơ mi để Tuxedo so với sơ mi thông thường là phần yếm, cổ áo và cổ tay áo đều được làm bằng chất liệu vải dày hơn phần thân áo để tạo sự thoải mái tối đa bên trong khi mặc áo khoác dạ.

### Quần
Bất kể là chiếc áo Tuxedo có màu trắng ngà hay màu đen thì chiếc quần luôn có màu tối trong dạ tiệc, chúng đồng nhất với chất liệu của áo khoác. Các đường may bên ngoài thường được trang trí bằng một dải lụa sa tanh cắt thẳng dọc viền quần ở hai bên. Chúng được làm bằng lụa giống như phần ve áo.

### Giầy
Những đôi giày truyền thống và trang trọng nhất là những chiếc giày bằng da được trang trí bằng những chiếc dây thắt. Sự thay thế phổ biến hơn hiện nay là giày Oxford có dây buộc màu đen. là một lựa chọn ban đầu nhưng hoàn toàn chấp nhận được với trang phục cà vạt đen. Trên thực tế, giầy lười nhung (Slipper shoes) cho bộ Tuxedo đang trải qua một thời kỳ phục hưng nhờ vào sự quan tâm mới mẻ đối với trang phục nam chính thức.
Bít tất đen, thường bằng lụa hoặc len mịn.

### Cummerbund
Cummerbund là một tên gọi trong ngôn ngữ tiếng Anh, có thể hiểu đơn giản hơn là nịt bụng, dùng để chỉ một tấm vải buộc quanh eo bằng sợi dây có nếp gấp hướng lên trên thay thế cho áo ghi lê truyền thống để che đi phần bụng. Mặc dù được coi là hơi kém trang trọng so với các sự kiện dạ tiệc trắng. Cummerbund có chức năng để che đi phần tam giác khó coi của áo sơ mi trắng bên dưới vị trí cài nút của chiếc quần. Điều này cũng đồng nghĩa với những người có vòng eo quá khổ.
Trong khi phần lớn trang phục nam giới ảnh hưởng từ Châu Âu, thì Cummerbund thực sự đến từ Châu Á, là nơi các sĩ quan Anh lần đầu tiên nhìn thấy chúng được mặc bởi những người đàn ông Ấn Độ vào thời thuộc địa. Việc sử dụng Cummerbund xuất phát từ châu Âu là một thành phần của các sự kiện dạ tiệc đen và dạ tiệc trắng truyền thống.

### Nơ bướm
Theo truyền thống, kiểu thắt nơ bướm duy nhất phù hợp là tự buộc vải và phải luôn luôn ngay hàng với mặt ve áo của chiếc áo khoác Tuxedo. Các nơ gắn trên cổ được gắn bằng một chung nút dây, mà còn được gọi là nút thắt nơ.

yếu tố cơ bản
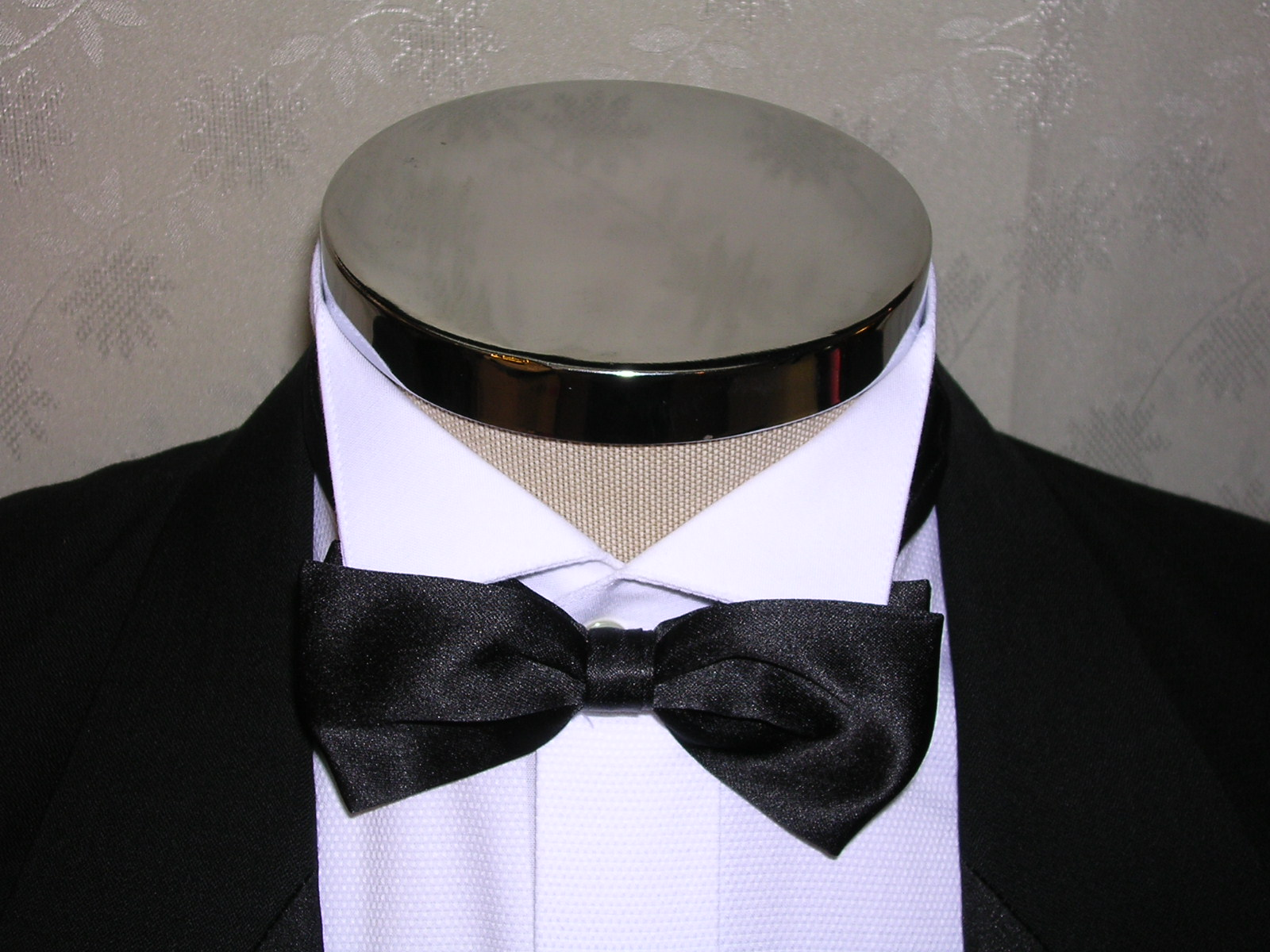
Cổ áo cánh hiện đại và nơ đen buộc trước
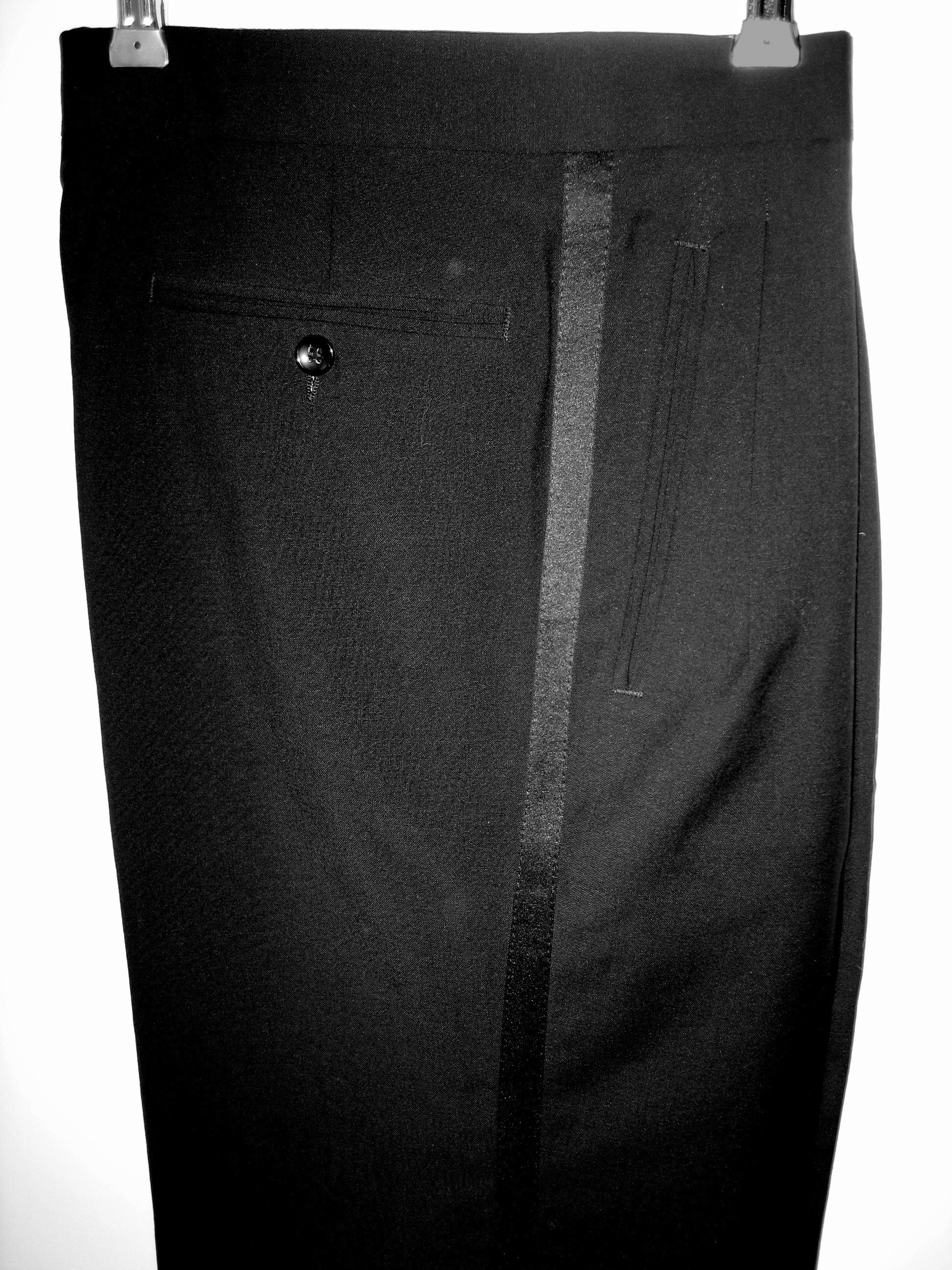
Quần âu có sọc satanh hai bên
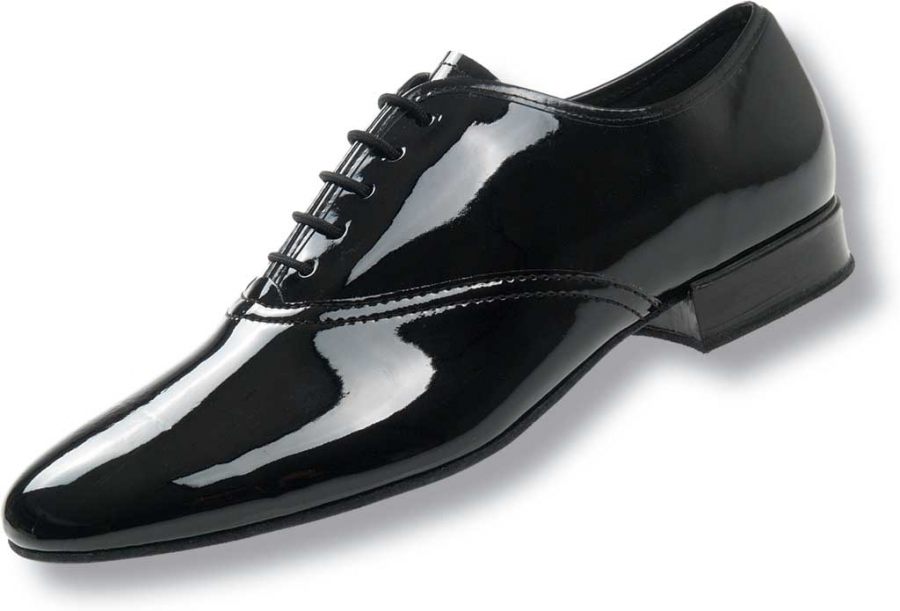
Một đôi giầy oxford với bề da láng bóng
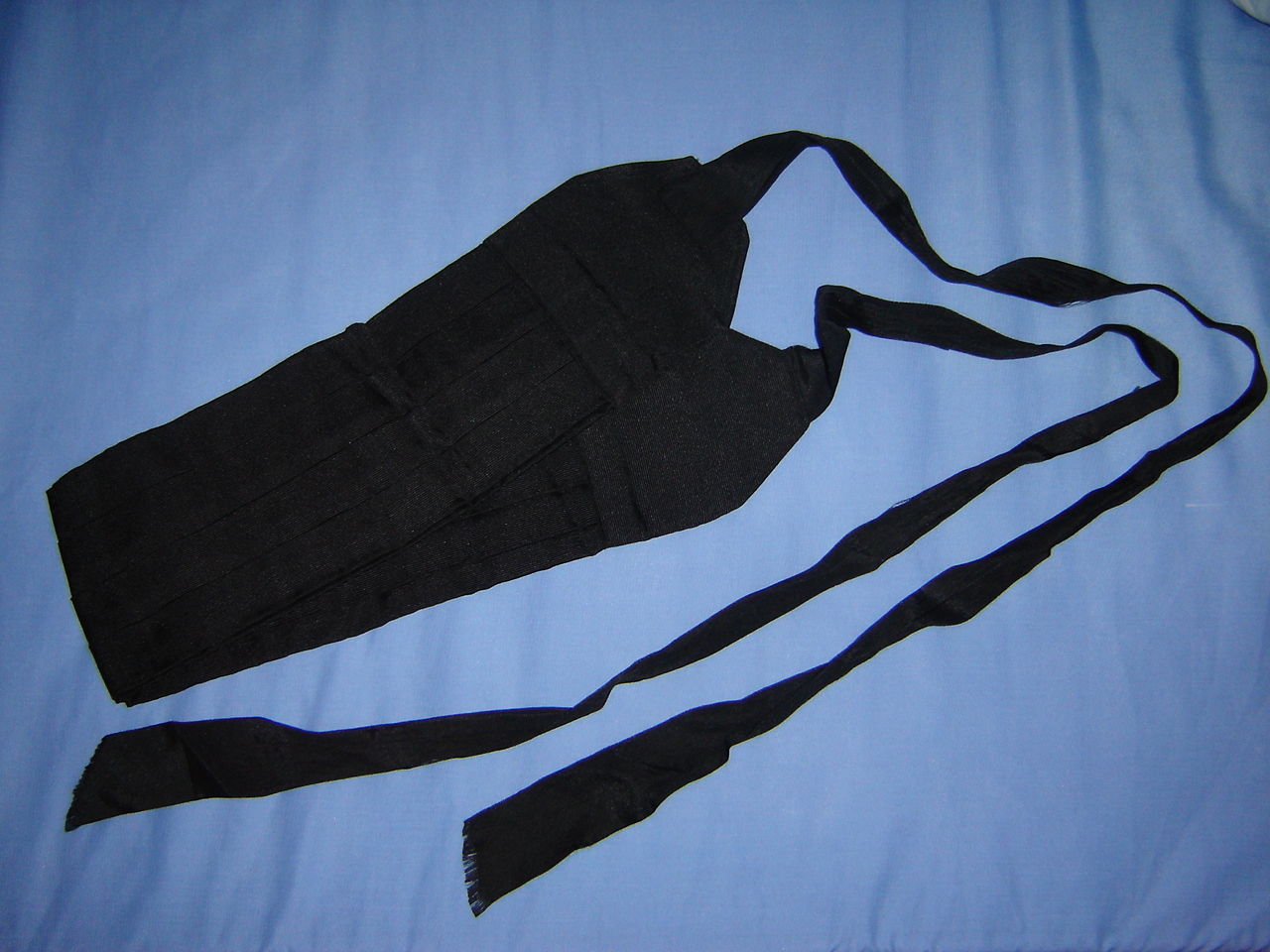
Một cái đai vải còn gọi là Cummerbund

## Phụ kiện

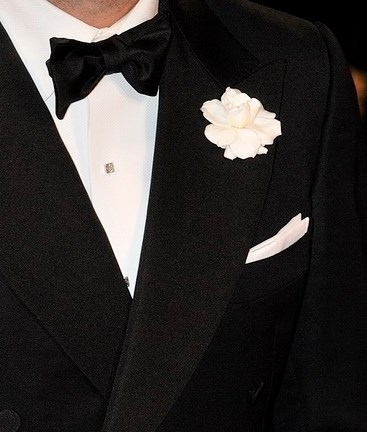
Một cái khuy trên cổ áo ve nhọn cho phép người mặc đính phụ kiện

Hầu hết các nghi thức và hướng dẫn thời trang của thập kỷ hiện tại khuyến nghị nên giữ màu sắc và thiên về một tông màu tối duy nhất.
- Khăn mùi soa: Một chiếc khăn tay bằng vải lanh (truyền thống), lụa hoặc cotton thường được mang trong túi ngực của bộ Tuxedo.[28] Mặc dù các tiền lệ cho các trường hợp ngoại lệ trang nhã tồn tại, hình vuông túi thường có màu trắng.
- Hoa: Một bông hoa có thể được cài vào áo, thông thường phù hợp cho các dịp cưới hoặc trang phục [dạ tiệc trắng (white tie)].
- Huy hiệu hoặc huy chương: quân sự, dân sự, và tổ chức thường được trang trí trên áo khoác trong các sự kiện, có tầm quan trọng của chính phủ hoặc ngoại giao chính thức.[28]
- Đồng hồ: Theo truyền thống đồng hồ bỏ túi được chấp nhận.[29] Trong một vài sự kiện trang trọng đồng hồ đeo tay thì không được kể đến trong quy tắc ăn mặc buổi tối mặc dù vẫn được chấp nhận.[30]
- Măng sét hoặc gim cài khuy áo: từ năm 1890 đến 1930 khuy măng sét phù hợp có thể được làm bằng vàng trơn, men đen hoặc đá quý.[31]

### Mũ nón

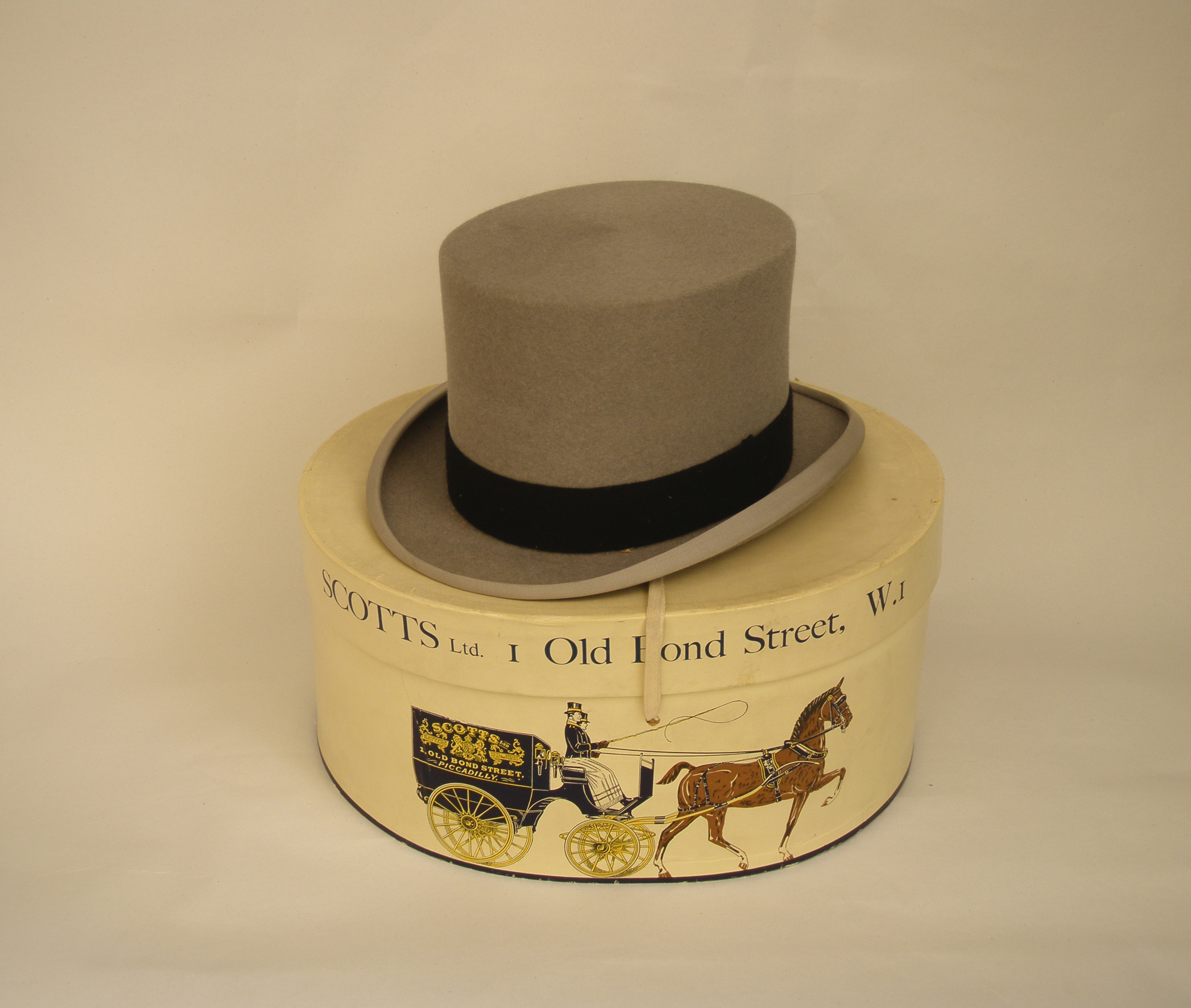
Chiếc mũ được sản xuất bởi công ty Scotts năm 1950

Vào thế kỉ 20, Mũ Homburg màu đen là tiêu chuẩn của [dạ tiệc đen (black tie)] sử dụng vào mùa đông, hoặc ra ngoài trời. Mũ Fedoras ban đầu không chính thức nhưng gần đây đã trở nên phổ biến hơn. Từ thế chiến thứ I, mũ được sử dụng với nơ đen, nhưng đã được dành riêng cho cà vạt trắng. Ngày nay trang phục Tuxedo không cần sử dụng mũ.

## Nghi thức ăn mặc

### Dạ tiệc cho nam
Bản chất của [Dạ tiệc đen (black tie)] và [Dạ tiệc trắng (white tie)] hiện đại đã được thiết lập quy tắc vững chắc. Hoặc ít nhất đó là trong hướng dẫn thiệp của chủ nhà hoặc bên tổ chức trước khi được mời tham dự. Trong thực tế, sự khác biệt giữa nghi thức trang phục buổi tối chính thức và bán chính đều phù hợp ở cả văn hóa Anh và Mỹ.
- Trang phục dạ hội chính thức hay trang phục lễ nghi (sáng và tối)
  - áo khoác đuôi tôm
  - quần âu đen
  - áo gi lê đen hoặc màu trắng
  - thắt nơ trắng
  - áo sơ mi trắng
  - găng tay trắng
  - giày da bóng màu đen
- Trang phục dạ hội bán chính thức
  - Trang phục Tuxedo
  - ximôckinh hoặc áo khoác Tuxedo màu trắng (thay thế)
  - màu đen chỉ được phép

### Dạ tiệc cho nữ
Một chiếc váy dạ hội là một chiếc váy nữ dài mặc trong những dịp trang trọng và nghi lễ. Chiều dài của nó có thể thay đổi từ một chút phía trên mắt cá chân xuống, hoặc chúng có thể là các loại vải là voan, nhung, satanh hoặc lụa. Trang phục được coi là sự cân nhắc cho phụ nữ với bộ tuxedo cho nam.

## Một vài hình ảnh

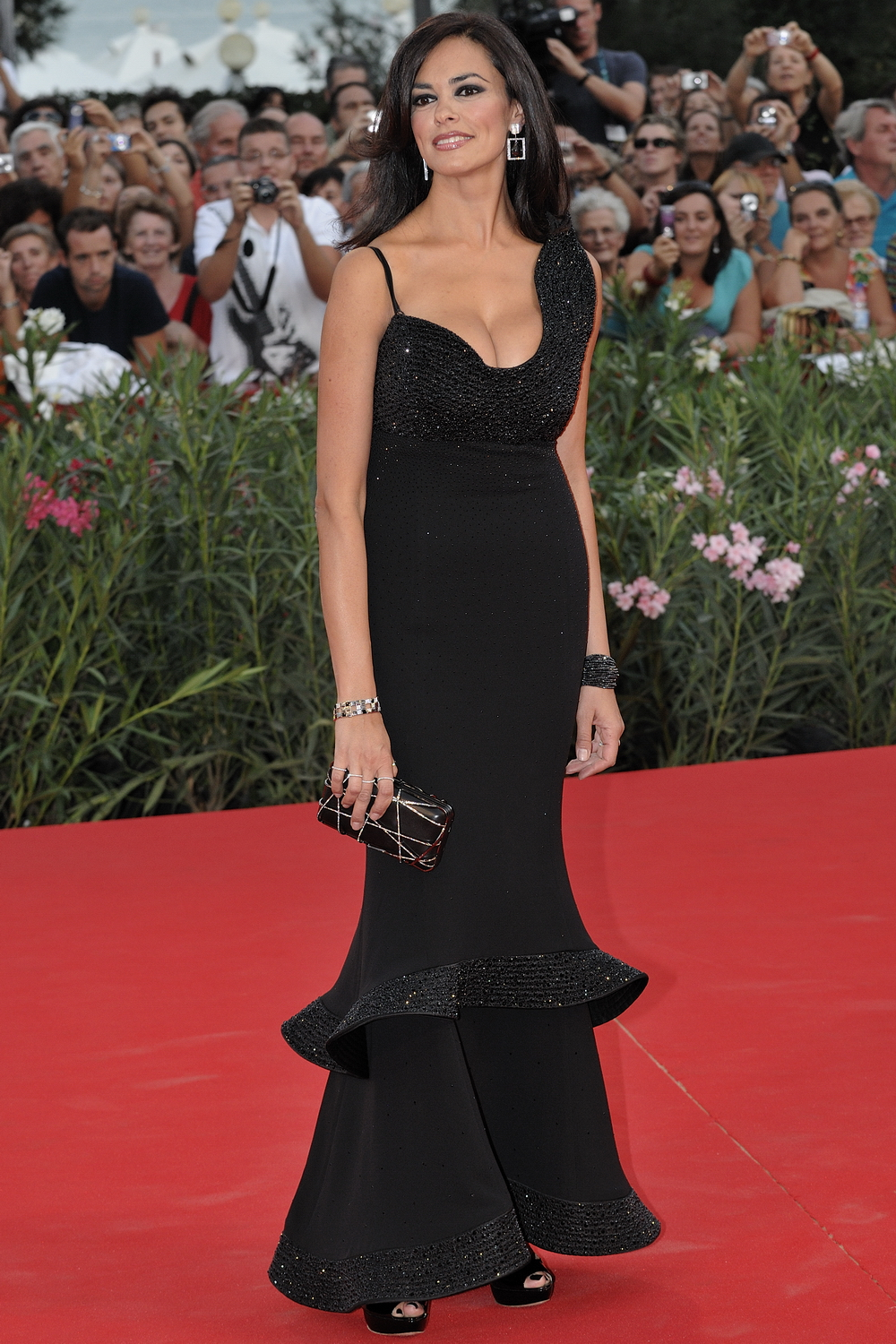
Maria Grazia Cucinotta trong trang phục váy dạ hội
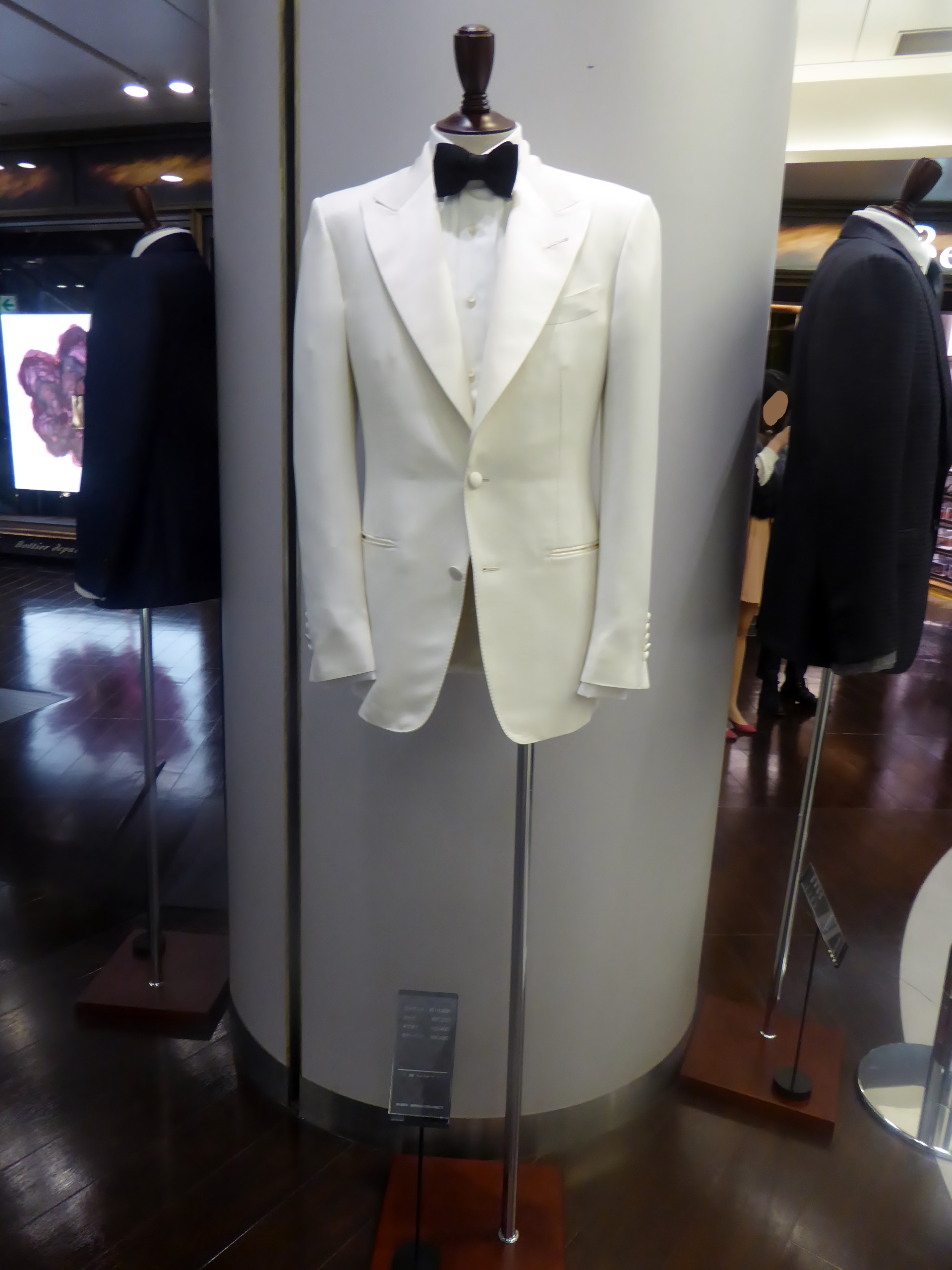
Tuxedo áo màu trắng ngà được sử dụng phổ biến tại Bắc Mỹ
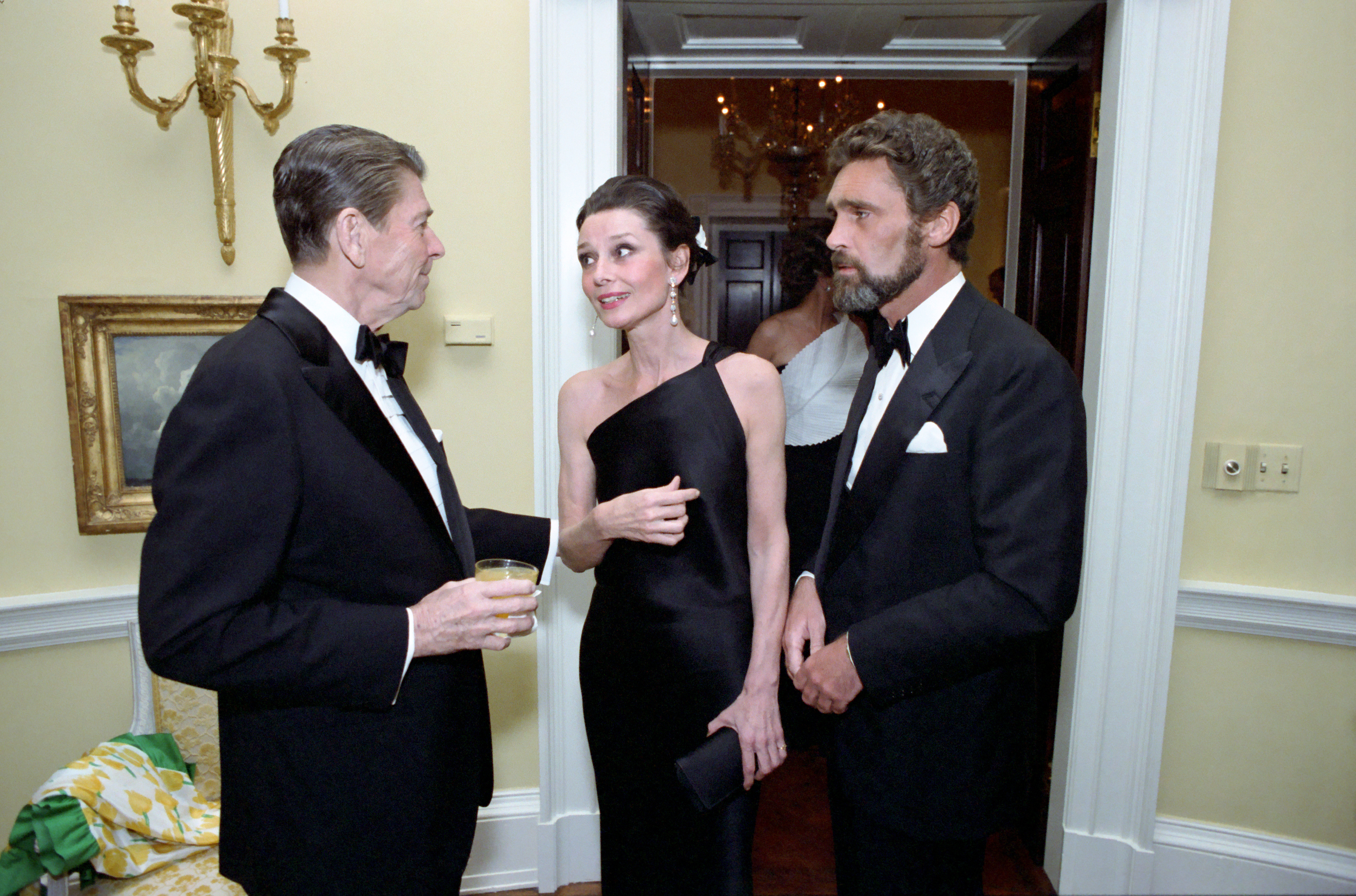
Tổng thống Ronald Reagan, Audrey Hepburn và Robert Wolders trong một bữa tối riêng tư dành cho Thân vương xứ Wales tại Nhà Trắng, Washington DC, Hoa Kỳ (1981)
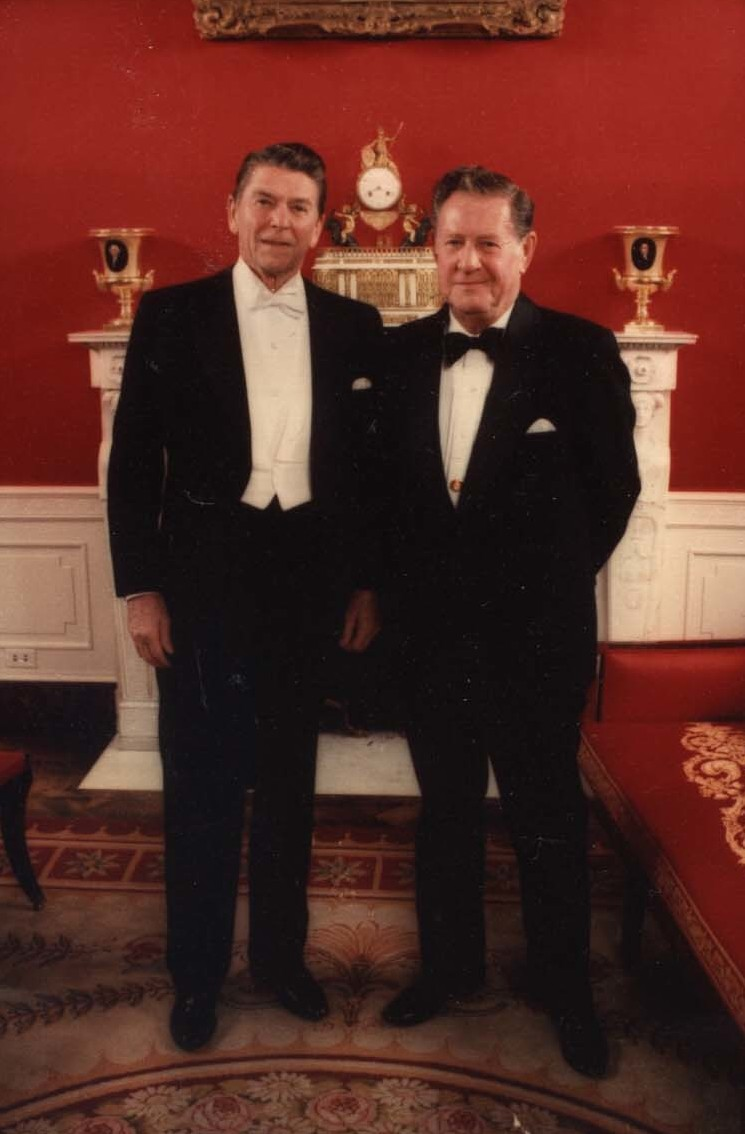
Tổng thống Ronald Reagan và Neil Reagan trong một bữa tiệc
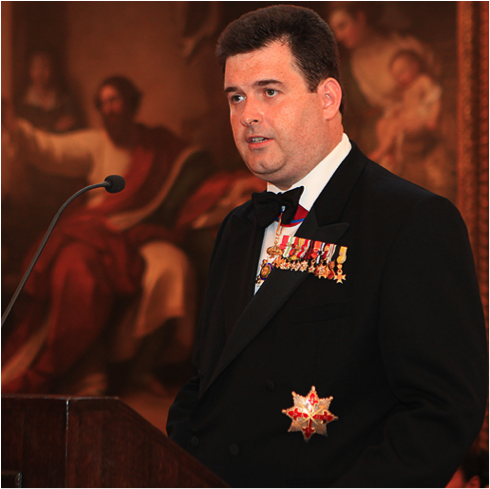
Anthony Bailey với các huy chương phát biểu tại Gala Dinner Niềm tin trong Thế vận hội thể thao ở Luân Đôn (2012)
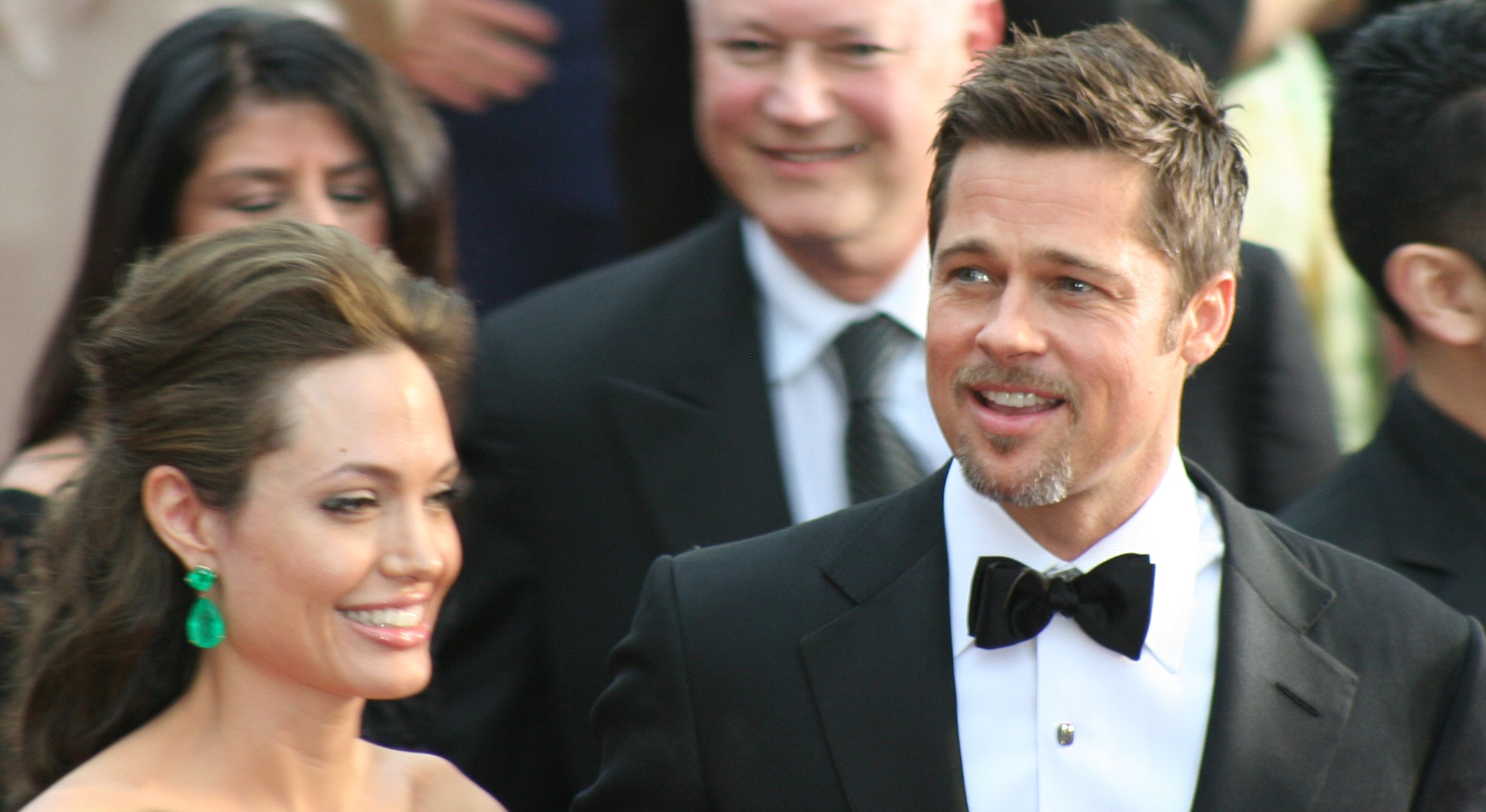
Diễn viên Angelina Jolie và Brad Pitt tại Lễ trao giải Oscar lần thứ 81 (2009)
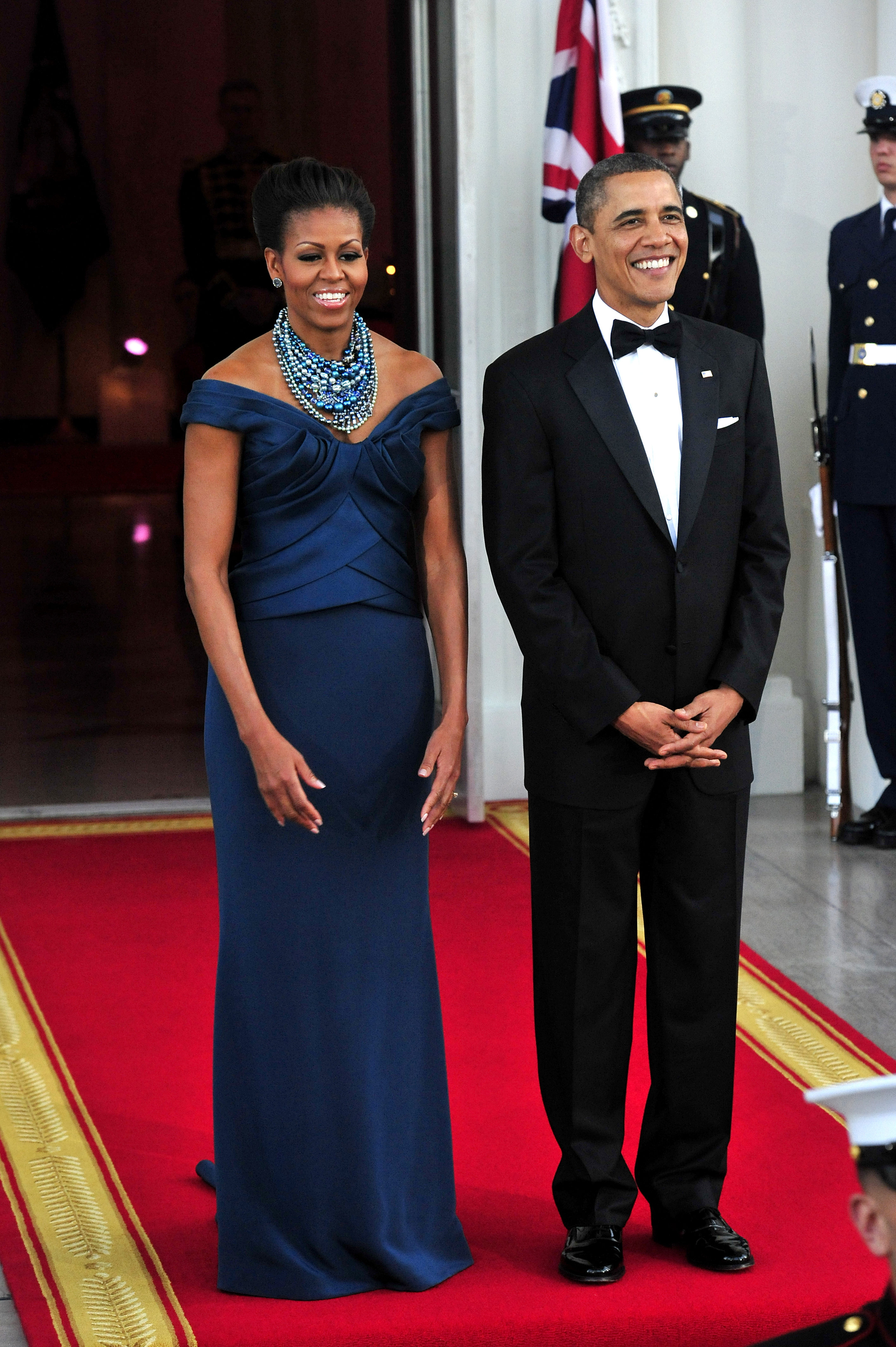
Cựu Tổng thống Barack Obama và Đệ nhất phu nhân Michelle Obama tại Nhà Trắng (2012)